# Фурукава Масару
Фурукава Масару (6 січня 1936 — 21 листопада 1993) — японський плавець.
Олімпійський чемпіон 1956 року.
Переможець Азійських ігор 1958 року, призер 1954 року.